# Aywick

Aywick é uma pequena aldeia no lado este da ilha de Yell, nas ilhas Xetlândia, no norte da Escócia.